# Syrphus aurifrontus
Syrphus aurifrontus är en tvåvingeart som beskrevs av Huo och Ren 2007. Syrphus aurifrontus ingår i släktet solblomflugor, och familjen blomflugor. Inga underarter finns listade i Catalogue of Life.